# Forces françaises dans la guerre de Corée
Les forces françaises dans la guerre de Corée désignent l'ensemble des forces militaires mobilisées par la France à l'occasion de la guerre de Corée.
À la suite de l'invasion sans avertissement du territoire de la Corée du Sud par la république populaire démocratique de Corée le 25 juin 1950, le Conseil de Sécurité de la toute jeune Organisation des Nations unies, par sa résolution 83 votée le 27 juin dans l'urgence par neuf voix contre zéro (l'Union soviétique avait décidé de ne plus siéger), avait appelé ses membres à fournir « toute l'assistance nécessaire » (« such assistance as may be necessary… ») pour faire cesser l'agression.
La France, membre fondateur de l'ONU le 26 juin 1945, est l'un des cinq membres permanents de son Conseil de sécurité. Fortement engagée dans la guerre d'Indochine à l'époque, elle ne pouvait fournir qu'une très faible participation militaire. Cependant, le président de la République française Vincent Auriol et le gouvernement estimèrent nécessaire une aide aux forces de l'ONU en Corée. Le gouvernement français décida par conséquent de l'envoi immédiat d'un bâtiment de guerre prélevé sur l'escadre d'Extrême-Orient et de la formation d'un contingent de forces terrestres (bataillon français de l'ONU). Ce bâtiment était le troisième du nom de l'amiral-gouverneur de Cochinchine, Pierre-Paul de La Grandière, qui supervisa le coup de main lancé par la France contre la Corée en 1866 et commandé par le contre-amiral Pierre-Gustave Roze.

## Force navale
L'aviso colonial de première classe La Grandière A 01 (renommé escorteur de deuxième classe F731) de la marine nationale fut rappelé de mission début juillet 1950, alors qu'il était dans le golfe du Siam. Armé « guerre » à l'arsenal de Saïgon, il en appareilla le 22 juillet pour être intégré aux forces navales de l'O.N.U. principalement américaines, britanniques et du Commonwealth.
Il fut aussitôt affecté à des missions d'escorte et de protection, notamment anti-sous-marine et antiaérienne, de onze des innombrables convois qui amenaient hommes et matériels dans le réduit du périmètre de Busan dans lequel étaient alors acculées les forces terrestres de l'O.N.U. entre le 1er août et le 2 septembre 1950.
Au sein du « Task Group 90.4 » de la 7e flotte américaine et rattaché au Fourth Frigate Squadron (Commonwealth) sous commandement britannique, le La Grandière participa au sein d'une importante force amphibie de 230 navires de guerre, au débarquement d'Incheon le 15 septembre 1950, fait d'armes décisif des troupes de l'O.N.U. commandées par le général Douglas Mac Arthur, et à celui de Wonsan le 20 octobre de la même année.
Il fut rappelé début décembre en Indochine française par l'amiral F.M.E.O. à la suite du désastre de Cao Bang.
Pour cette campagne, l'escorteur La Grandière a reçu une citation présidentielle de la république de Corée au titre de la TF 90.5 et a été cité une fois à l'Ordre de l'Armée de mer[Quoi ?]. L'escorteur La Grandière a perdu deux hommes sur la rivière de Saïgon lors d'une attaque du Việt Minh, avant d'appareiller pour la Corée.

## Force terrestre

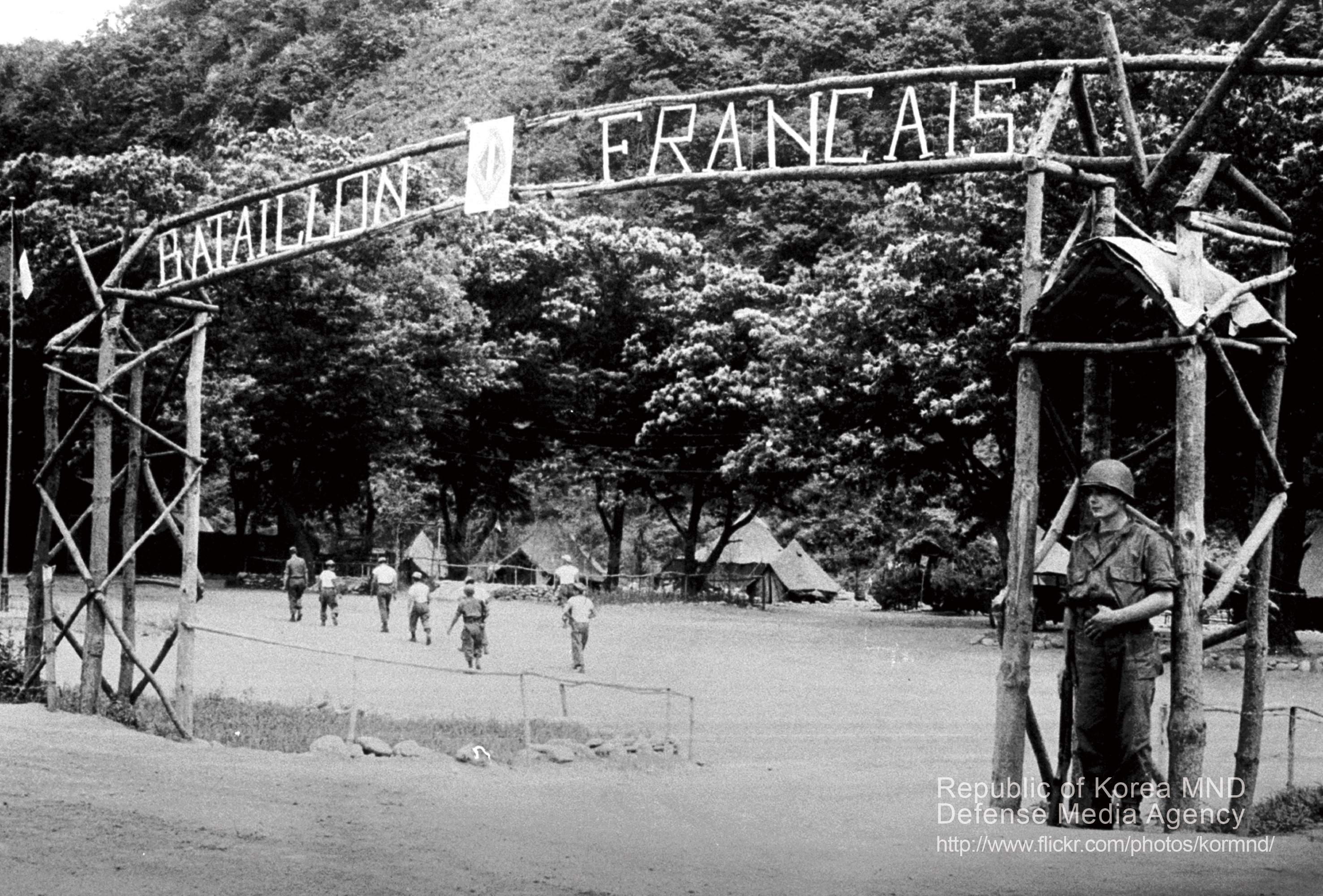
Baraquement du bataillon français de l'ONU.

Le bataillon français de l'ONU (BF/ONU) est créé le 25 août 1950. Il fut formé de 1 017 volontaires venus tant de l'active que des réserves et placé sous le commandement du Lieutenant-colonel Monclar. Compte tenu des relèves et des pertes, c'est un contingent de 3 421 hommes que la France fournit à la Force des Nations unies en Corée (F.N.U.C.) entre 1950 et 1953.
Le 29 novembre 1950, le bataillon français débarqua à Busan pour être intégré aux forces de l'O.N.U. Complété d'une compagnie de l'armée de la république de Corée, il rentra, aux côtés de deux bataillons américains, dans les effectifs du 23e régiment de la 2d « Indianhead » Infantry Division, prestigieuse unité de l'United States Army, dont la particularité est d'avoir été formée en France, à Bourmont (Haute-Marne) en 1917. (Combats : Marne - Bataille du bois Belleau, Argonne...)[non pertinent]

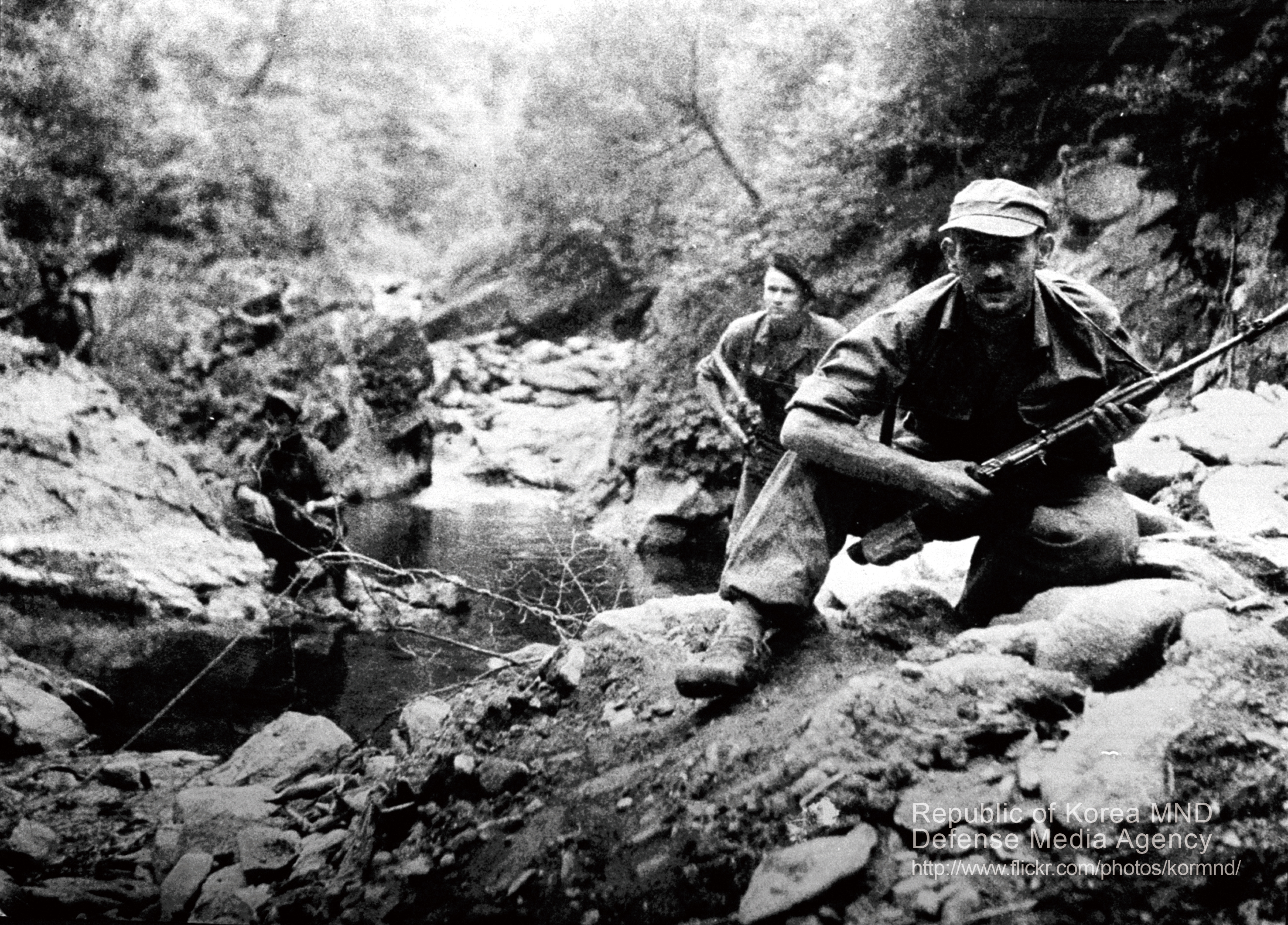
Deux militaires français sur le champ de bataille.

Il fut de tous les principaux combats à partir de janvier 1951 jusqu'à la cessation des hostilités en 1953.
En février 1951, le 23e R.I.US auquel appartient le BF/ONU, est encerclé à Twin Tunnel et à Chipyong Ni. Il résiste victorieusement à la 125e division de l'armée chinoise tout entière et parvient à se dégager, stoppant l'avancée ennemie.
En mars, on le voit à l'assaut de la cote 1037 et en mai il est à Putchaetul, intervenant efficacement pour enrayer l'offensive chinoise de printemps[réf. nécessaire].
De septembre à octobre 1951, les opérations culminent pour le bataillon, notamment avec la l'enlèvement de la cote 931 dite du Crève-Cœur.
Le BF/ONU continua de prendre part à toutes les actions menées par la 2e division américaine du Triangle de fer à Chungasan et au Fer de Lance (Arrow head) jusqu'à l'armistice du 27 juillet 1953. En octobre, le bataillon quitte la Corée pour rallier l'Indochine.
Le bataillon français de l'O.N.U. a reçu deux citations présidentielles de la république de Corée, trois citations présidentielles des États-Unis, et a été cité cinq fois à l'Ordre de l'Armée Française.
Le bataillon français de l'ONU en Corée déplore 287 tués dont 18 Coréens, 1 350 blessés, 12 prisonniers, 7 disparus.

## Forces aériennes
L'Armée de l'air française n'a pas été mobilisée pour cette opération, en raison de son engagement en Indochine française.
L'État-major composé le 23 août 1950 comprend néanmoins un officier observateur d'aviation, le commandant Émile Le Martelot.

## Hommages et mémoire

### Monuments et rues

#### France

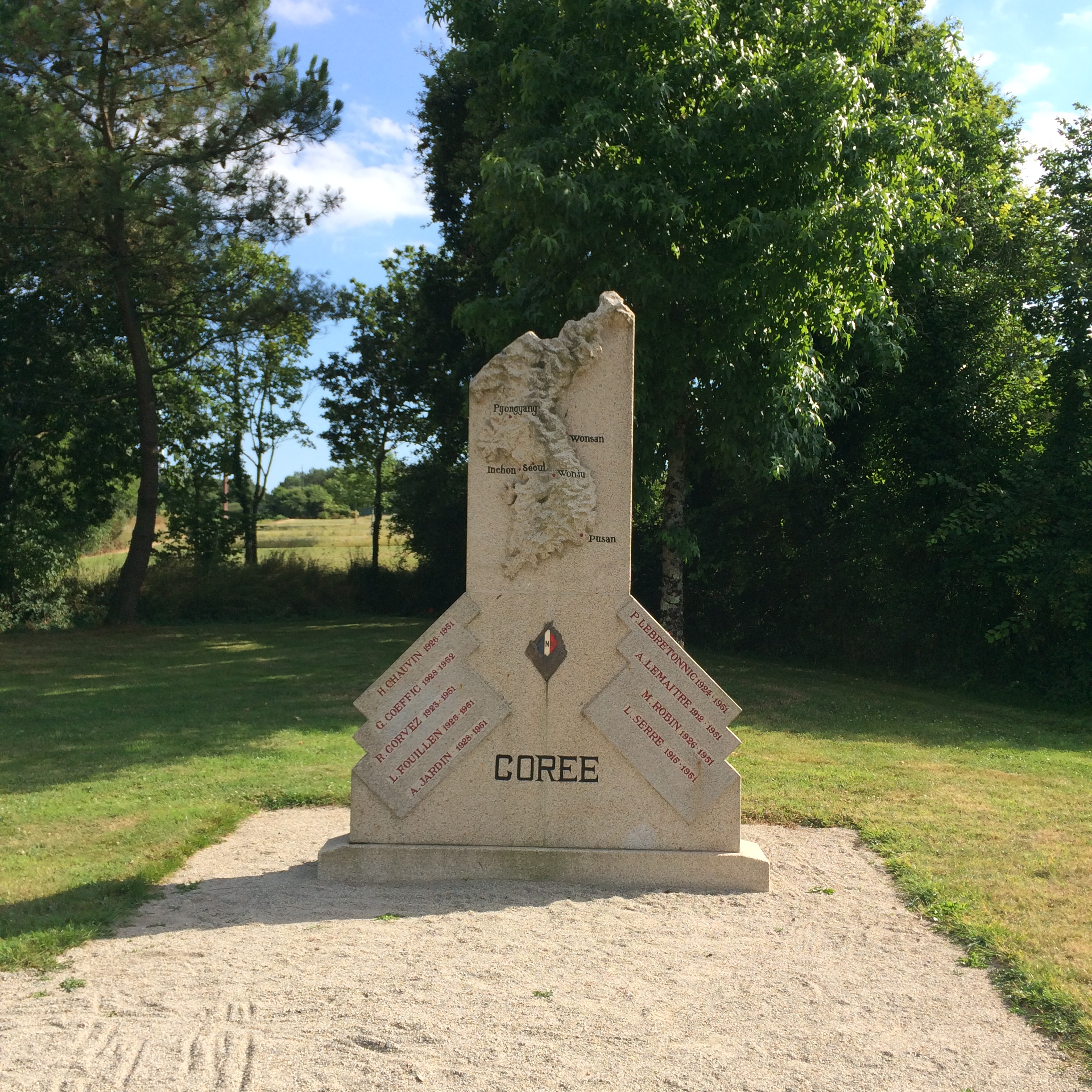
Stèle à Lauzach, dans le Morbihan.

Dans le 4e arrondissement de Paris, une place, la place du Bataillon-Français-de-l'ONU-en-Corée, et un monument, dans le square attenant, perpétuent le souvenir de cette unité.
Un mémorial dédié aux guerres d’Indochine et de Corée a été inauguré en 2001 dans la commune morbihannaise de Lauzach. Le mémorial possède une stèle à la mémoire des neuf Morbihannais morts en Corée.

#### Corée du Sud
Le parc Hyohaeng a été créé en 1974 à Suwon en l’honneur des soldats français qui ont sacrifié leur vie pour ce pays. Un monument y a été inauguré le 26 juillet 2013.

### Associations
En France, la mémoire est perpétuée par deux associations :
- l’association nationale des forces françaises de l’ONU et du régiment de Corée (ANAFF ONU & RC), qui regroupe des anciens du Bataillon français de l’ONU et des marins du « La Grandière » ayant servi de 1950 à 1953, mais aussi des anciens du régiment de Corée en Indochine (GM100) et en Algérie (156e RI, dissous en 1962). Cette association a évolué en nouveau sigle : association nationale des anciens et amis des forces françaises de l'ONU du bataillon et régiment de Corée, 156e R.I. (ANAAFF ONU BC & RC 156RI)
- l’association nationale des anciens combattants de la seconde (Indian Head) division des États-Unis et du bataillon français de l’ONU en Corée. Cette association regroupait exclusivement des anciens du Bataillon français de l’ONU intégré au 23e RI de la 2d « Indianhead » Infantry Division américaine. Elle est dissoute en 2000.

À cela s'ajoute l'association Crèvecœur, une association loi de 1901 de reconstitution historique ayant pour but de rendre hommage au Bataillon français de l'Onu en Corée. Elle organise lors d'évènements des reconstitutions, des expositions, etc. On peut notamment voir leur travail dans le Militaria Magazine N°347 de juin 2014, avec des photos prises lors de l'édition 2014 des « Heures Historiques de Sully-sur-Loire »,.